# Журавльов Сергій Миколайович
Журавльо́в Сергі́й Микола́йович (24 квітня 1959, Брянка, СРСР — 4 березня 2025) — радянський футболіст, що виступав на позиції захисника. Майстер спорту міжнародного класу. Чемпіон Європи з футболу серед молоді (1980), чемпіон СРСР (1980), володар Кубка СРСР (1982). Після закінчення кар'єри розпочав роботу дитячого тренера.

## Життєпис
Сергій Журавльов народився у містечку Брянка на Луганщині. Вихованець ДЮСШ «Зоря». У 1978 році дебютував у складі ворошиловградського клубу у вищій лізі чемпіонату СРСР. У дебютному сезоні гра захисника привернула увагу тренерського штабу київського «Динамо» і наступний рік він розпочав вже у складі одного з найсильніших клубів СРСР. У складі киян Журавльов протягом 5 років здобув Кубок країни та медалі чемпіонату будь-якого ґатунку — від «бронзи» до «золота», вважався одним з найперспективніших захисників радянського футболу, однак через систематичні порушення режиму був відрахований з команди. У жодному з клубів надалі більше ніж на сезон він не затримувався, однак встиг занести до свого активу фінал кубка СРСР 1984/85 у складі донецького «Шахтаря».
Однак, найбільший успіх Журавльова пов'язаний не з клубними виступами, а з іграми за молодіжну збірну СРСР, яка на той час, фактично, вважалася найближчим резервом національної команди. У 1980 році «молодіжка» СРСР перемогла за підсумками двох матчів однолітків з НДР та стала чемпіоном Європи. Сергій Журавльов був одним з основних гравців тієї команди, виступаючи пліч-о-пліч з такими відомими в майбутньому гравцями, як Анатолій Дем'яненко, Сергій Балтача, Валерій Газзаєв, Андрій Баль та іншими.
Протягом 1998–1999 років Журавльов працював дитячим тренером та другим тренером клубу «Аль-Кадисія» з Саудівської Аравії. З 2004 року працює у ДЮФШ київського «Динамо» над підготовкою резерву для команди. Серед його вихованців можна виокремити Іллю Забарного, Темура Парцванію, Дмитра Хльобаса, Євгена Морозенка та Віталія Гемегу.
Помер 4 березня 2025 року.

## Досягнення
- Чемпіон Європи (U-21): 1980
- Бронзовий призер чемпіонату Європи серед юнаків (1): 1977
- Бронза Спартакіади 1979.
- Чемпіон СРСР (2): 1980, 1981[4]
- Срібний призер чемпіонату СРСР (1): 1982
- Бронзовий призер чемпіонату СРСР (1): 1979
- Володар Кубка СРСР (1): 1982
- Фіналіст Кубка СРСР (1): 1985
- Переможець турніру Переправа 1978